# Американо-таджикистанские отношения
Американо-таджикистанские отношения — двусторонние отношения между Таджикистаном и США. Установлены в 1992 году.
Согласно данным 2012 года, 44 % таджиков поддерживают действия руководства США, 38 % относятся к ним неодобрительно и 18 % не определились со своей позицией.

## Обзор
За последние 20 лет США вложили свыше 1 миллиарда долларов США в Республику Таджикистан.
Ежегодный товарооборот между странами вырос с 10 миллионов в начале 90-х до около 270 миллионов долларов США.
Когда в октябре 2001 года военные США начали наступление против талибов в Афганистане, Таджикистан предоставил американским военным право перелета через своё воздушное пространство. В 2007 году на границе между Афганистаном и Таджикистаном за счёт США был построен мост через реку Пяндж стоимостью 36 млн долларов.

## История

### Установление дипломатических отношений
25 декабря 1991 года США одними из первых признали независимость Таджикистана.
16 марта 1992 года Временный Поверенный в делах США в Таджикистане Эдмунд Маквильямс официально открыл временное Посольство США в Душанбе.
В марте 1992 года было открыто первое Посольство в гостинице Авесто, но в октябре 1992 года Посольству пришлось приостановить свою деятельность в связи с началом гражданской войны.
В марте 1993 года первый посол США в Таджикистане Стэнли Эскудеро вручил свои верительные грамоты тогдашнему Председателю Верховного Совета Эмомали Рахмонову.

## Чрезвычайные и Полномочные послы США в Республике Таджикистан
- Стэнли Т. Эскудеро — с апреля 1992 по март 1993 — Временный Поверенный в делах США в Таджикистане. С марта 1993 по июнь 1995 года — Чрезвычайный и Полномочный посол США в Республике Таджикистан.
- Руфус Грант Смит — 10 мая 1995 — август 1998.
- Роберт Патрик Джон Финн Двадцать — 2 октября 1998 — июль 2001.
- Франклин Пиерс Хаддл — 22 июня 2001 — октябрь 2003.
- Ричард Юджин Хоугленд — 16 октября 2003 — август 2006.
- Трейси Энн Джейкобсон — 11 августа 2006 — август 2009.
- Кеннет Ю. Гросс — 12 августа 2009 года — июль 2012.
- Сьюзан M. Эллиотт — 20 сентября 2012 по настоящее время.

Штат посольства США составляет более 300 американских и местных сотрудников.

## Военно-техническое сотрудничество
Военная помощь со стороны США активизировалась в 2000-е годы, но оставалась небольшой: в 2005—2006 годах  выделили около 40 млн долларов на реконструкцию, ремонт и оснащение 15-ти застав на таджикско-афганской границе, в 2011 году в Турсунзаде США открыли учебный центр подготовки кадров для Вооруженных сил Таджикистана.

## Двусторонние встречи и визиты
Чиновники в ранге госсекретаря США посещали Таджикистан три раза:
- февраль 1992 года — Джеймс Бейкер
- октябрь 2005 года — Кондолиза Райс
- октябрь 2011 года — Хиллари Клинтон